# کارلو ساوینا
کارلو ساوینا (ایتالیایی: Carlo Savina؛ ‏ ۲ اوت ۱۹۱۹ – ۲۳ ژوئن ۲۰۰۲) یک آهنگساز، موسیقی‌دان و رهبر ارکستر اهل ایتالیا بود. او در سال ۱۹۵۸ میلادی برندهٔ جایزهٔ دیوید دی دوناتلو در شاخهٔ «بهترین موسیقی فیلم» شد.

## گزیدهٔ آثار
- ۱۹۸۸ - خرس (رهبر ارکستر)
- ۱۹۷۸ - جنایت بی‌نقص
- ۱۹۷۷ - دختر اهل بولونیا
- ۱۹۷۷ - شب‌های داغ کالیگولا
- ۱۹۷۶ - دختر روستایی زیبا
- ۱۹۷۵ - دوشیزه‌ای در خانواده
- ۱۹۷۵ - التهاب در حومه شهر
- ۱۹۷۵ - ساده‌لوح
- ۱۹۷۴ - قاتل نه صندلی رزرو کرد
- ۱۹۷۴ - آنجا که خورشید نمی‌تابد
- ۱۹۷۴ - دخترِ خواهر
- ۱۹۷۴ - راهبه دیر کاسترو
- ۱۹۷۳ - برادر تاتسیو، اهل ولتری
- ۱۹۷۳ - عشق و آشوب
- ۱۹۷۳ - اینگرید فاحشه خیابانی
- ۱۹۷۳ - آمارکورد (مدیر هنری موسیقی)
- ۱۹۷۲ - پدرخوانده (رهبر ارکستر)
- ۱۹۷۲ - قصه‌های رومی یک تازه‌کار سابق
- ۱۹۷۲ - سرانجام… هزار و یک شب
- ۱۹۷۱ - شب نفرین‌شدگان
- ۱۹۶۹ - شیر یا خط
- ۱۹۶۶ - مردی که می‌خندد
- ۱۹۶۴ - پیروزی ده گلادیاتور
- ۱۹۶۲ - خشم آشیل
- ۱۹۶۰ - در ناپل شروع شد
- ۱۹۵۸ - هیرود بزرگ